# Бонапарт, Луи Люсьен
Луи́ Люсье́н Бонапа́рт (фр. Louis Lucien Bonaparte; 4 января 1813 — 3 ноября 1891) — французский лингвист (большую часть жизни провёл в Италии и Великобритании), специалист по баскскому языку, племянник Наполеона I. Иностранный почётный член Санкт-Петербургской Академии наук (1858)

## Биография
Сын Люсьена Бонапарта, второго брата Наполеона и его второй жены  Александрины де Блешам. Родился в Англии, в Вустершире, после того как его родителей, пытавшихся из-за ссоры с императором эмигрировать в США, задержали на море и интернировали британцы. Вырос в Италии, окончил иезуитский коллеж в Урбино и занимался минералогией и химией. Со временем перенёс интересы в область гуманитарных наук, заинтересовался исследованием современных языков Европы, составил сопоставительный их словарь (Specimen lexici comparativi, 1847, охвативший материал 52 европейских языков и наречий).
После свержения Луи Филиппа I в 1848 году во Франции поднялась новая волна бонапартизма, на которой пришёл в том же году пришёл к власти Наполеон III — двоюродный брат Луи Люсьена. В этот период учёный ненадолго (впервые в жизни) приехал во Францию и попробовал заняться политикой — был избран в палату депутатов от родовой Корсики, а потом кузен, провозгласив себя императором в 1852 году, назначил Луи Люсьена сенатором и дал ему титулы принца и императорского высочества. Вскоре тот, однако, разочаровался в политике и перебрался в Лондон, ставший его основным местом жительства до конца жизни. После падения Второй империи в 1870 его финансовые дела пошатнулись, но впоследствии британское правительство назначило ему пенсию, а потом он получил большое наследство от бездетного племянника. Умер в Фано близ Урбино, Италия, похоронен в Англии на католическом кладбище в Кенсал Грин.

## Научные достижения
В последние 40 лет жизни Бонапарт занимался филологией и лингвистикой, причём его интересы были широки — от английской фонетики (в сотрудничестве с «патриархом британской фонетики» Александром Эллисом) до итальянских диалектов и перевода Библии (спонсировал издание нескольких переводов). Его интересовала проблема документации вымирающих языков и диалектов, которой лингвистика всерьёз займётся лишь в XX в. Бонапарт был членом различных научных обществ и вёл светскую жизнь, среди его знакомых были Уильям Гладстон и королева Виктория.
Но основные его интересы лежали в области баскского языка, и именно здесь он сделал наиболее ценный вклад в науку. Он предложил ныне используемую классификацию баскских диалектов и говоров. На протяжении 15 лет выполнял тщательные работы по полевому описанию баскского языка (издал диалектологическую карту языка — 1869). Ввёл ряд терминов для специфических глагольных категорий баскского языка (например, категория обращения — аллокутив). Для сбора диалектных баскских текстов он предложил методику отбора информантов и их инструктирования.
Бонапарт также внёс большой вклад в книжное дело, используя свои химические познания для подбора краски и бумаги при печатании. До сих пор его книги в Британской библиотеке находятся в гораздо лучшей сохранности, чем средние издания той эпохи.

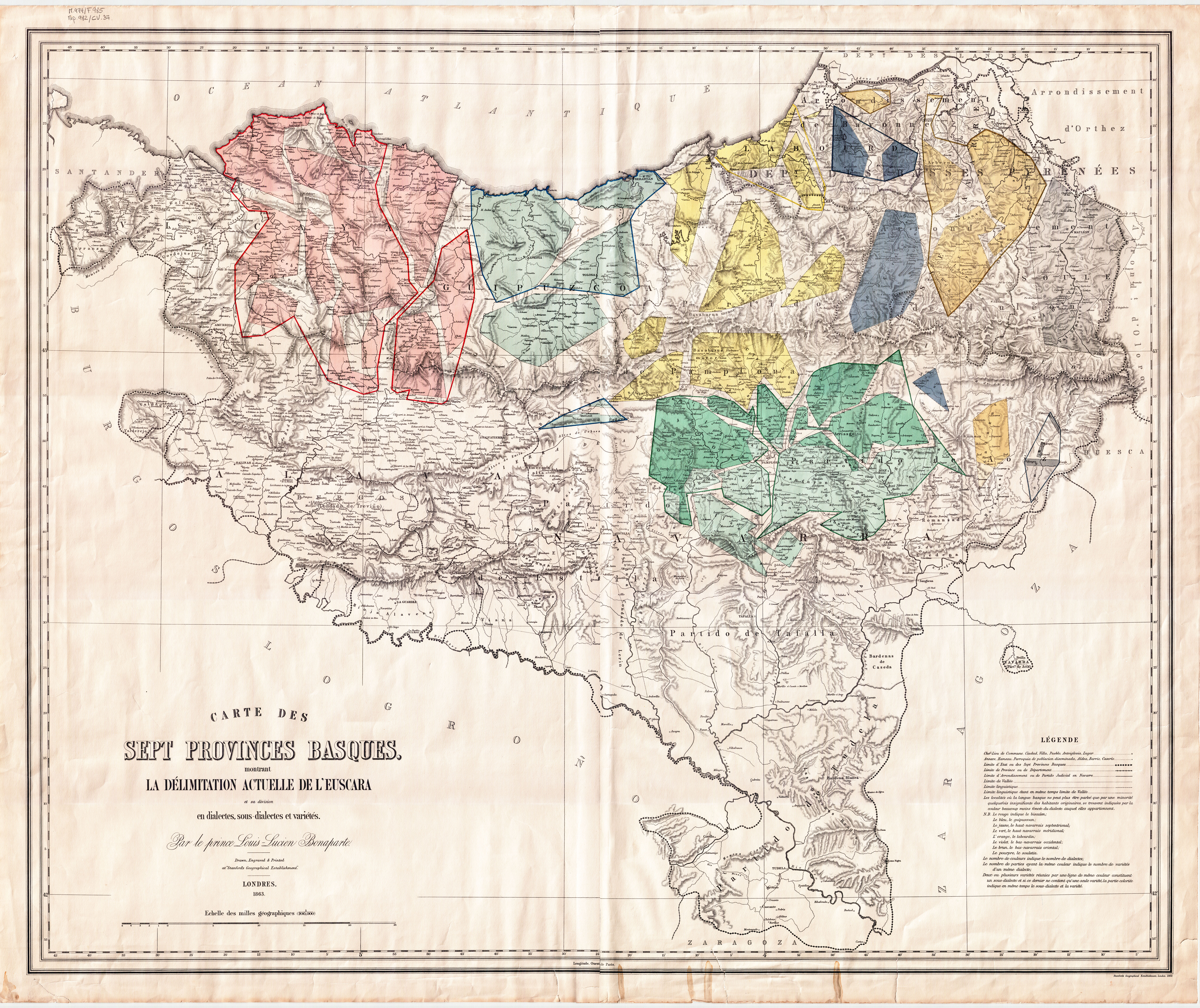
Carte des sept Provinces Basques
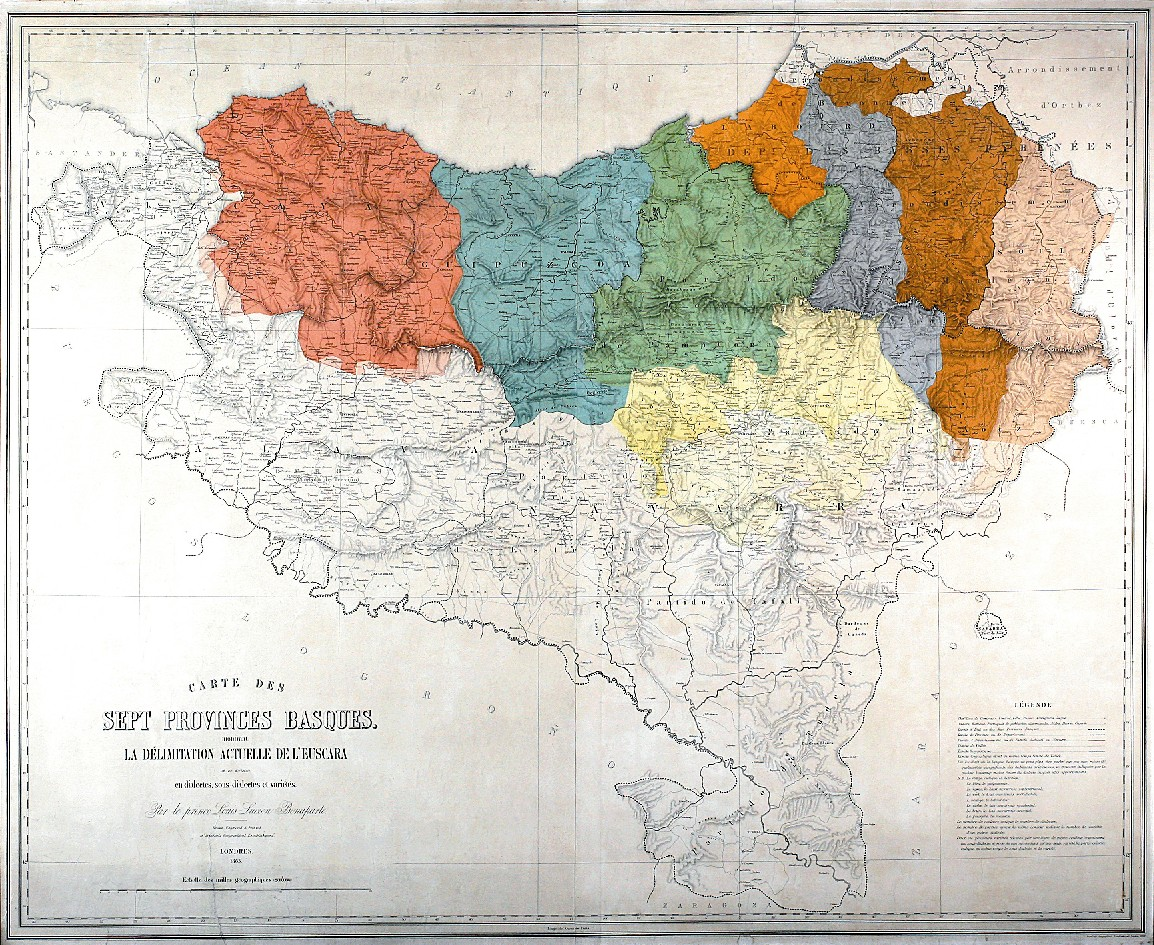
Carte des sept Provinces Basques